# Средишња Хрватска
Средишња Хрватска, или само Хрватска, једна је од четири историјске области у Републици Хрватској, заједно са Далмацијом, Истром и Славонијом. Налази се између Славоније на истоку, Истре на западу и Далмације на југу. Област нема званично одређене границе, и оне се разликују у зависности од извора. Средишња Хрватска је привредно најзначајнија област земље, која доноси преко 50% укупног домаћег производа Хрватске. Главни град области, као и Републике Хрватске, је Загреб, највећи град и најважније привредно средиште области.
Средишња Хрватска садржи неколико мањих области, као што су: Лика, Горски котар, Међимурје, Приморје, Подравина, Посавина, Кордун, Банија, Пригорје, Туропоље, Мославина и Жумберак. Захвата површину од 28.337 km2 и има 2.418.214 становника. Хрватска се налази на прелазу Динарских планина и Панонске низије